# Luigi Bossi Visconti
Luigi Bossi Visconti (Milano, 25 febbraio 1758 – Milano, 10 aprile 1835) è stato un archivista, bibliotecario, letterato e politico italiano.
Fu deputato della Repubblica Cisalpina  cavaliere dell'Ordine della Corona ferrea, conte del Regno d'Italia e diresse la Prefettura degli Archivi e delle Biblioteche per tutto il periodo in cui i francesi di Napoleone dominarono in Italia. Fu anche un insigne letterato e storico.

## Biografia
(Carta, p. 12)

### Dall'Ancién Regime a Napoleone
Figlio cadetto del marchese Benigno Bossi Visconti e di Teresa Bendoni, fu destinato alla carriera ecclesiastica, studiando diritto civile e canonico alle Scuole Palatine prima, a Pavia poi (dove fu ammesso all'Accademia degli Affidati) ed entrando, nel 1779, a far parte del capitolo del Duomo, ottenendo il titolo di monsignore. Massone, entrato in contatto con gli Illuminati di Baviera tramite la frequentazione di Friederich Münter durante il di lui soggiorno a Milano (rafforzata poi in seguito ad una visita a Vienna nel 1789), fu direttore del Giornale letterario di Milano, espressione della massoneria tedesca in terra lombarda.
Tra il 1795 e il 1797 il Bossi fuggì a Venezia, dove entrò in contatto con l'ambiente culturale della Serenissima e dove assistette alla sua caduta dopo l'annessione operata da Napoleone Bonaparte. In tale occasione, il Bossi operò come consigliere «della Commissione delle scienze e delle arti dell'armata d'Italia nel selezionare quei venti quadri e 600 manoscritti» da essere trasportati come bottino di guerra a Parigi. Entrato nelle grazie del Bonaparte, Luigi Bossi cominciò a partecipare alla vita politica delle Repubbliche sorelle instaurate dai francesi durante la loro Campagna d'Italia del 1796-1797 divenendo ministro della Repubblica Cisalpina e poi ambasciatore presso la Repubblica Ligure.
In seguito alla caduta delle posizioni francesi con la seconda coalizione antifrancese e l'occupazione di Milano da parte degli austro-russi guidati dal generale Suvorov, Bossi riparò a Chambery, da dove si adoperò per ottenere i passaporti per gli esuli liguri in fuga dagli eserciti nemici. Col ritorno di Napoleone dalla Campagna d'Egitto e la vittoria di Marengo (14 giugno 1800), i francesi rimasero padroni dell'Italia Settentrionale fino al 1814, ed è in questo periodo che il Bossi assurse ai più alti gradi nella carriera amministrativa e archivistica.

### Gli incarichi governativi e Prefetto degli Archivi e delle Biblioteche
Il 1º ottobre 1800 Napoleone affidò al Bossi l'incarico di Prefetto delle biblioteche e degli archivi della Repubblica (poi del Regno a partire dal 1805), incarico che svolse zelantemente, nonostante i vari impegni e le cariche che il governo francese gli affidava. Oltre a rivedere il sistema scolastico della Repubblica sulla base della riforma voluta da Giuseppe Compagnoni, il Bossi fu nominato Consigliere di Stato nel 1805, presidente del Consiglio degli Uditori, ispettore della Pubblica Beneficenza, membro dell'Istituto Reale di Scienze e Lettere e, nonostante già fosse di estrazione nobiliare, fu nominato conte del Regno d'Italia con lettere patenti 17 settembre 1811. Grazie all'intervento diplomatico dell'amico Francesco Melzi d'Eril, vicepresidente della Repubblica Italiana e poi Conte di Lodi sotto il Regno, presso Pio VII, Bossi fu ridotto allo stato laicale.
Rimasto a Torino fino al 1808 (dove ebbe modo di stringere amicizia con la letterata Diodata Saluzzo Roero e di conoscere Madame de Staël e Wilhelm August von Schlegel), in quell'anno rientrò definitivamente a Milano, potendo quindi visionare direttamente lo stato degli archivi governativi del Regno d'Italia e rinsaldare le amicizie con Foscolo e con Vincenzo Monti. A Milano l'attività del Bossi era coadiuvata da tre segretari che si occupavano rispettivamente dei tre archivi presenti in città: Giacinto Radaelli era deputato alla sovrintendenza dell'archivio camerale; Pietro Molina a quella dell'archivio del Senato e Michele Daverio a quella dell'archivio governativo. Come poi scrive Alfio Rosario Natale, direttore dell'Archivio di Stato di Milano dal 1956 al 1974, l'archivio camerale e quello governativo si fusero nell'Archivio Nazionale, in cui confluirono tutti gli atti governativi sia delle Repubbliche soppresse per la formazione del Regno d'Italia, che dei vari ministeri operanti durante quest'ultimo. Merito del Bossi fu la creazione - in questo assistito dal Daverio - dell'Archivio Diplomatico (costituito con i documenti provenienti dal Fondo di Religione) nel 1807, ente che rimarrà autonomo fino al 1852, sotto il mandato di Luigi Osio. Sempre sotto la direzione del Bossi, si iniziò l'ordinamento dell'archivio visconteo-sforzesco, confluito nell'Archivio Nazionale.

### Sotto il Regno Lombardo-Veneto
Caduto il Regno italico e arrivati gli austriaci guidati dal generale Bellegarde il Bossi, troppo connivente con il governo napoleonico e divenuto ostile al clero per essersi alleato con gli eredi della Rivoluzione, fu sostituito quale direttore generale degli archivi il 6 settembre da Bartolomeo Sambrunico, funzionario di provata fedeltà asburgica. Decaduto da tutti gli incarichi governativi, il Bossi collaborò con la rivista letteraria Biblioteca italiana e scrivendo opere storiografiche (Della istoria d'Italia antica e moderna; Storia della Spagna antica e moderna), erudite (Dizionario di geologia, litologia e mineralogia) e tentando la realizzazione di un romanzo storico, L'eremita di Lampedusa, lasciato incompleto per il sopraggiungere della morte. Nonostante l'attività letteraria, le condizioni economiche del Bossi furono molto ristrette, tanto che riuscì a campare grazie ad una pensione del governo austriaco per gli incarichi governativi svolti, elargita su pressione dello storico e nobile Giorgio Giulini. Ridotto a vivere in un locale del Palazzo di Brera, Luigi Bossi morì il 10 aprile 1835.

## Opere

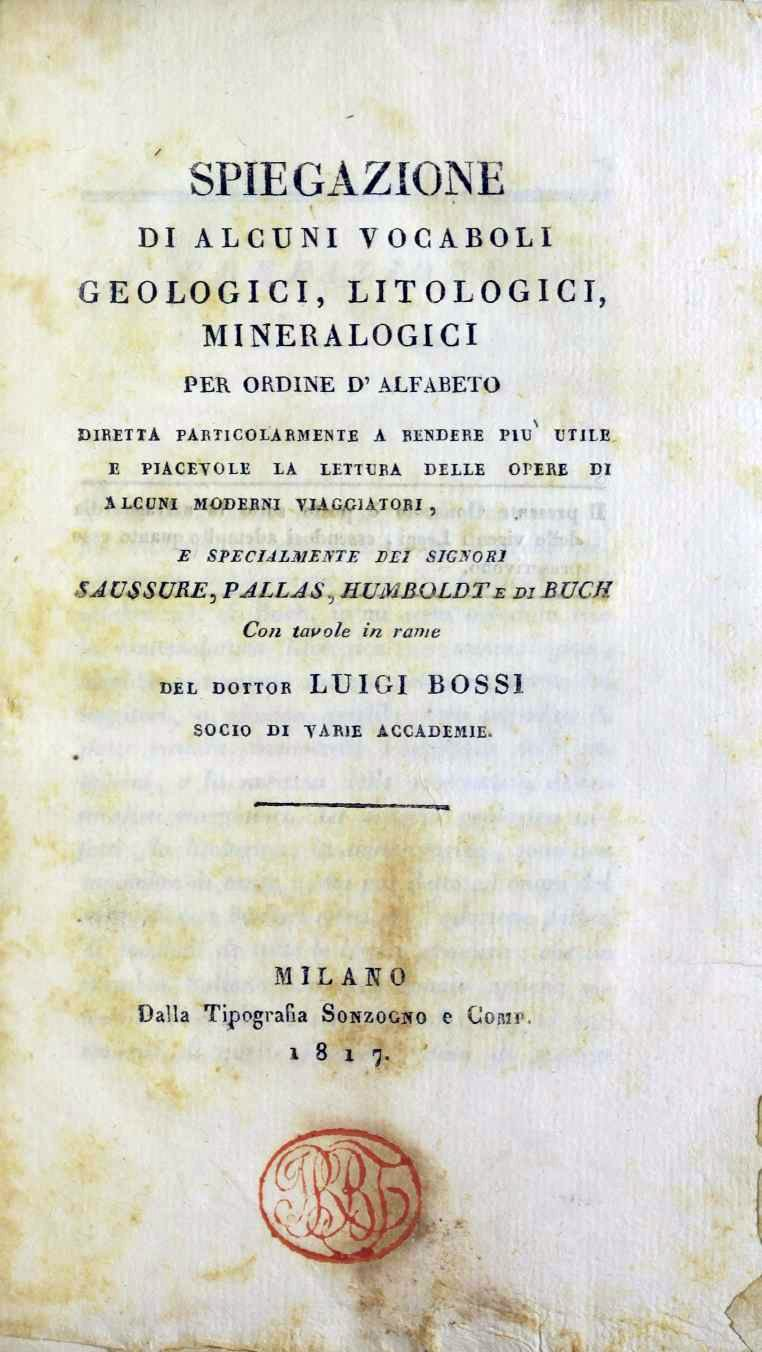
Spiegazione di alcuni vocaboli geologici, litologici, mineralogici, 1817

Le seguenti opere sono state riportate da Lucia Sebastiani nella voce biografica del Dizionario biografico degli italiani e completate attraverso la ricerca con google.books o archive.org:
- Descrizione di una sfera armillare di nuova costruzione rappresentante diversi sistemi, Milano 1776
- I parafulmini, poemetto, Milano 1776
- Lettre de M. Bossi à M. d'Alembert au sujet d'une lettre à M. Linguet sur l'alienation des biens ecclésiastiques, Ginevra 1781
- Del cattolicesimo della Chiesa d'Utrecht, Milano 1786
- Breve saggio sui giornali letterari, Milano 1787
- Dell'elettro metallo degli antichi: dissertazione, Milano 1791
- Dello stato delle scienze e delle lettere in Europa e Breve saggio sui giornali letterari, pubblicati sul «Giornale enciclopedico»
- Direttore con Giuseppe Compagnoni del «Mercurio storico-politico-letterario», Venezia 1796
- Redattore con Giuseppe Valeriani del «Monitore veneto», Venezia 1797
- Elogio storico del commendatore Gian Rinaldo Carli, Venezia 1797
- Liste des principaux objets de sciences et d'arts recueillis en Italie par les Commissaires du Gouvernement français, Venezia 1797
- Dell'erudizione degli artisti, Padova 1810
- William Roscoe, Vita e pontificato di Leone X (traduzione di Luigi Bossi), Milano 1816
- Viaggio in Norvegia, in Danimarca ed in Russia negli anni 1788, 89, 90 e 91 da Andrew Swinton tradotto dal conte cav. Luigi Bossi con note del medesimo, e con tavole in rame colorate, Milano 1816
- Spiegazione di alcuni vocaboli geologici, litologici, mineralogici, Milano, Sonzogno, 1817.
- Dizionario portatile di geologia, litologia e mineralogia, Milano 1817-1819
- Vita di Cristoforo Colombo, 1818
- Guida di Milano o sia Descrizione della città e de' luoghi più osseruabili ai quali di Milano recansi i forestieri, Milano 1818
- Della istoria d'Italia antica e moderna, Milano 1819-23, 19 voll.
- Storia della Spagna antica e moderna, Milano 1821-22, 8 voll.
- Introduzione allo studio delle arti del disegno e vocabolario compendioso delle arti medesime, Milano 1821
- Gli amori di Saffo e Faone (traduzione di Luigi Bossi), Napoli 1830
- L'eremita di Lampedusa, romanzo storico, incompleto